# Riccardia humilis
Riccardia humilis là một loài rêu trong họ Aneuraceae. Loài này được Gottsche O. Yano mô tả khoa học đầu tiên năm 1984.